# Pomazan, Ismail
Pomazan (în ucraineană Помазани, transliterat: Pomazanî) este un sat în comuna Chilia Nouă din raionul Ismail, regiunea Odesa, Ucraina. Satul a fost locuit de germanii basarabeni.

## Demografie
Componența lingvistică a localității Pomazan
     Ucraineană (70,37%)
     Română (14,81%)
     Rusă (13,89%)
     Alte limbi (0,93%)
Conform recensământului din 2001, majoritatea populației localității Pomazan era vorbitoare de ucraineană (70,37%), existând în minoritate și vorbitori de română (14,81%) și rusă (13,89%).